# Short SC.1
El Short SC.1 fue el primer avión a reacción británico de ala fija de despegue y aterrizaje verticales (VTOL). Fue desarrollado por Short Brothers. Estaba propulsado por una disposición de cinco turborreactores Rolls-Royce RB.108, cuatro de los cuales se utilizaban para el vuelo vertical y uno para el vuelo horizontal convencional. El SC.1 tiene la distinción de ser el primer avión VTOL de ala fija británico y el primero en realizar la transición entre los modos de vuelo vertical y horizontal; también fue el primer avión con capacidad VTOL y con un sistema de control de vuelo por cable.
El SC.1 fue diseñado y producido en respuesta a un requerimiento del Ministerio de Suministros (MoS) de una aeronave adecuada para realizar estudios de vuelo sobre el concepto VTOL, así como específicamente de la transición entre el vuelo vertical y el horizontal. Se utilizaron dos prototipos para realizar pruebas de vuelo entre 1957 y 1971. Los datos de investigación del programa de pruebas del SC.1 contribuyeron al desarrollo del Hawker Siddeley P.1127 y del posterior Hawker Siddeley Harrier, el primer avión VTOL operativo.
En octubre de 2012, el Short SC.1 recibió el primer premio Engineering Heritage Award de Irlanda del Norte como reconocimiento a sus importantes logros en el campo de la ingeniería.

## Desarrollo
Durante la década de 1940, varias naciones se interesaron en desarrollar aviones viables capaces de realizar despegues y aterrizajes verticales (VTOL). Durante la década de 1950, Gran Bretaña había probado en vuelo el Rolls-Royce Thrust Measurement Rig, un avión VTOL tosco pero pionero, que voló con éxito según lo previsto, demostrando la viabilidad del concepto y proporcionando datos útiles sobre los que basarse. Sin embargo, si bien el Thrust Measuring Rig había proporcionado información valiosa para el diseño de aviones VTOL, como la necesidad de un sistema de autoestabilización, adolecía de algunas deficiencias que socavaban su valor como plataforma para investigaciones más detalladas, como el retraso en el control y la falta de superficies aerodinámicas. Existía la necesidad de un avión que aprovechara la experiencia adquirida con el Thrust Measuring Rig y explorara áreas más allá de su limitada capacidad.
El SC.1 tiene su origen en una propuesta de Short Brothers para cubrir una solicitud de licitación del Ministerio de Suministros (MoS) (ER.143T) por un avión de investigación de despegue vertical, que se había emitido en septiembre de 1953. El 15 de octubre de 1954, el Ministerio aceptó el diseño propuesto y rápidamente se firmó un contrato por dos aviones que cumplieran con la Especificación ER.143D. Tal como estaba previsto, el avión iba a ser utilizado para realizar una serie de pruebas de vuelo para investigar su comportamiento durante la transición entre los modos de vuelo vertical y horizontal, para determinar el nivel óptimo y mínimo de asistencia requerida del autoestabilizador durante el proceso de transición, para descubrir posibles problemas operativos y para desarrollar ayudas y equipos de apoyo relacionados para el piloto que desarrollasen un sistema de aproximación y aterrizaje todo tiempo.
Short construyó dos prototipos, denominados XG900 y XG905.

## Diseño

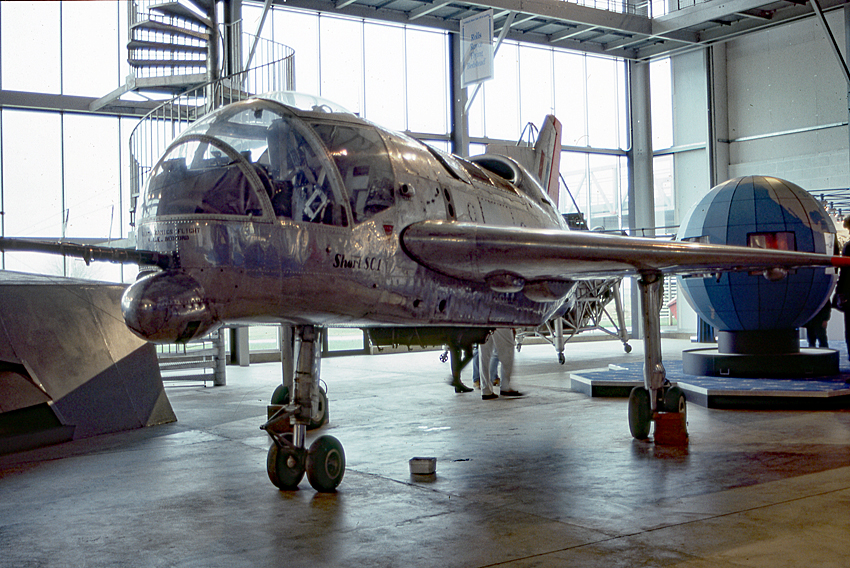
Prototipo del Short SC.1 XG900 en Yeovilton.

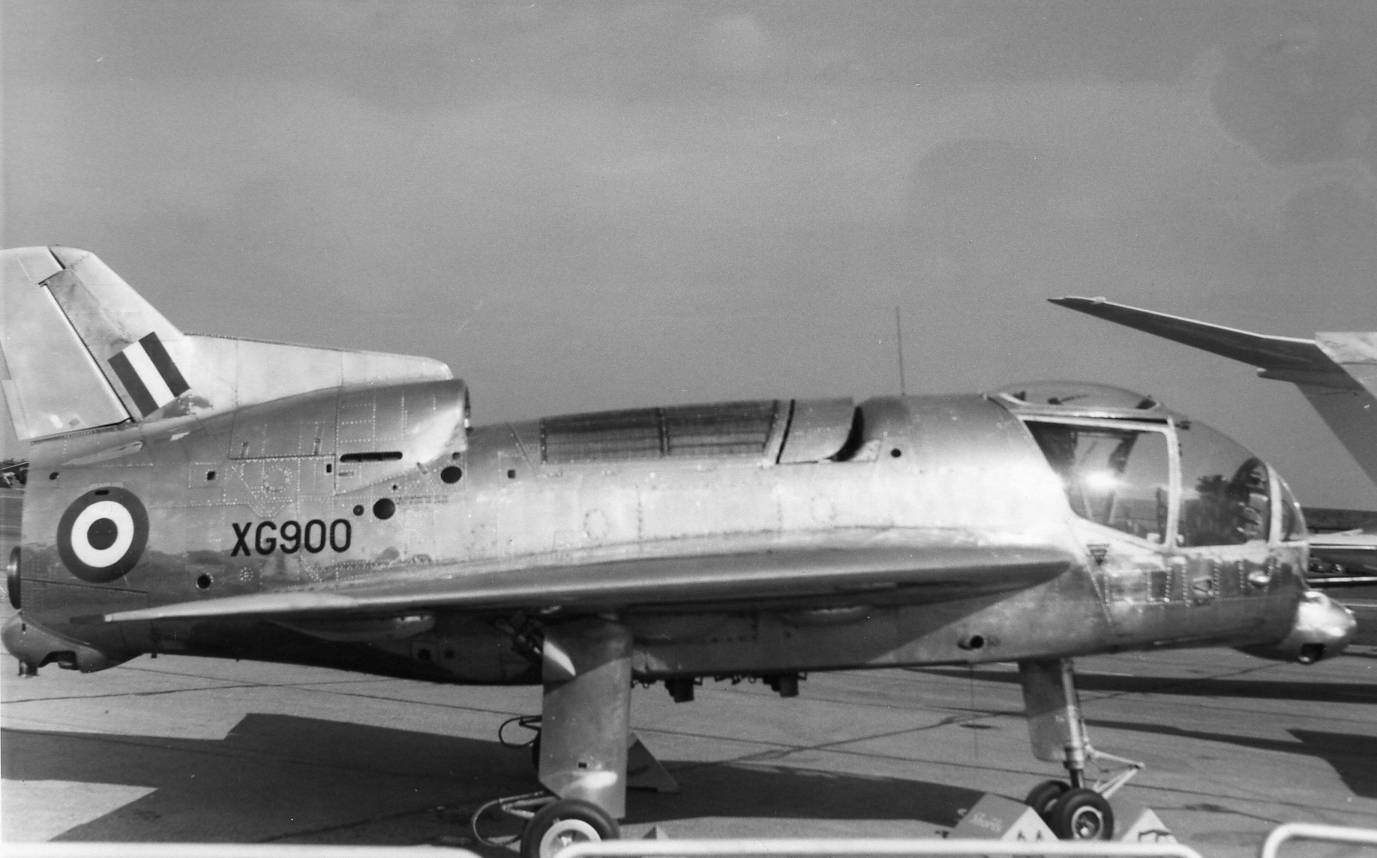
Short SC.1 XG900 en el salón SBAC de 1961, mostrando los carenados de las oleo patas y las rejillas de entrada automáticas de los motores de sustentación, agregadas a mediados de 1960.

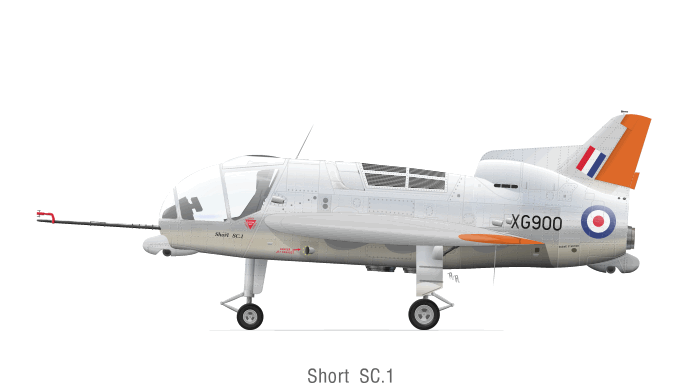
Perfil a color del Short SC.1 XG900.

El Short SC.1 era un avión monoplaza de ala baja y sin cola de ala delta, de aproximadamente 3628 kg de peso total (máximo de 3492 kg para vuelo vertical). Estaba propulsado por cuatro motores ligeros de sustentación Rolls-Royce RB.108 montados verticalmente, que proporcionaban un empuje vertical total de 3900 kg, junto con un único motor de crucero RB.108 en la parte trasera del avión, destinado a proporcionar empuje para el vuelo horizontal. Los motores de sustentación se montaron verticalmente en pares, uno al lado del otro, en una bodega central, de modo que la línea de empuje resultante pasaba cerca del centro de gravedad del avión. Estos pares de motores podían girarse hacia adelante y hacia atrás para producir un empuje vectorial para la aceleración/desaceleración a lo largo del eje longitudinal de la aeronave.
Durante el vuelo convencional, los motores de sustentación se apagarían; antes de comenzar la transición del vuelo horizontal al vertical, se pondrían en marcha utilizando aire comprimido del único motor de crucero. El aire comprimido proporcionaba la rotación inicial del motor, pero también tenía que haber una caída de presión desde la admisión hasta el escape, ya que el aire comprimido por sí solo no era adecuado para alcanzar el ralentí. Fue necesario un desarrollo considerable de la entrada de aire en el túnel de viento y en vuelo, porque al inicio de la transición desde el vuelo horizontal, los motores montados verticalmente debían tolerar un viento cruzado igual a la velocidad del vuelo hacia adelante sin sobretensiones ni vibraciones excesivas. La uniformidad de flujo requerida se logró con la ayuda de un conjunto de 7 branquias con bisagras, que se abrían hacia una posición orientada hacia adelante para dirigir el aire hacia una cámara que alimentaba los motores. El comportamiento de un RB.108 montado verticalmente en términos de reingestión y erosión del suelo se investigó con una instalación representativa de la prevista para el SC.1 durante las operaciones en tierra en un Meteor en el aeródromo de Hucknall. Inicialmente, se instalaron una serie de escotillas en las toberas de salida de los motores de sustentación para mantener un ambiente de baja presión debajo de los motores y garantizar que el rotor del motor "girara" en la dirección correcta antes de suministrar el aire comprimido para el arranque; debido a la efectividad de los cambios en el diseño del motor y de la admisión, las escotillas se volvieron innecesarias.
El diseño de la cabina era en su mayor parte convencional, pero complicado por la gran cantidad de sistemas que el piloto tenía que monitorear. Para su función como avión de investigación, contaba con un completo equipo de registro.
La palanca de aceleración común para los cuatro motores de sustentación vertical era el único control primario adicional en la cabina; se operaba de manera similar a la palanca de paso colectivo de un helicóptero. Se requerían dos maneras de control de la actitud del avión en función de su velocidad horizontal; se utilizaban superficies aerodinámicas durante el vuelo convencional y boquillas de chorro de aire para la transición desde el vuelo horizontal, en estacionario y vertical. Aire purgado de los cuatro motores de sustentación (aproximadamente el 10 por ciento del flujo de aire de admisión) se suministraba a las toberas variables de morro, cola y punta de ala, para controlar el cabeceo, el balanceo y la guiñada a bajas velocidades, durante las que no habría suficiente flujo de aire sobre las superficies aerodinámicas para que los controles convencionales fueran efectivos.
El SC.1 también estaba equipado con el primer sistema de control "fly-by-wire" instalado en un avión VTOL. Este sistema de control con señalización eléctrica, que también incluía el autoestabilizador, no sólo transfería señales de los controles de la cabina, como la posición de la palanca, sino que también monitoreaba las señales de retroalimentación de los servos para proporcionar estabilidad a los sistemas en sí. El sistema permitía en total tres modos de control de las superficies aerodinámicas y/o de control de las toberas:
1. Superficies aerodinámicas y toberas de chorro de aire controladas eléctricamente mediante tres servomotores independientes (con funcionamiento a prueba de fallos "en paralelo de tres vías" o "triplex") en combinación con tres sistemas de control del autoestabilizador ("full fly-by-wire").
2. Modo híbrido, en el que las boquillas estaban controladas por un servo/autoestabilizador y las superficies aerodinámicas estaban vinculadas directamente a los controles manuales.
3. Modo directo, en el que todos los controles estaban vinculados a la palanca de control.

Los Modos 1 y 2 se seleccionaban en el suelo; siempre que el autoestabilizador estaba en uso, el piloto tenía disponible una palanca de anulación de emergencia con la que volver al modo de control directo en vuelo. Se comparaban los resultados de los tres sistemas de control y se aplicaba una "regla de la mayoría", asegurando que un fallo en un solo sistema fuera anulado por los otros dos sistemas (presumiblemente correctos). Cualquier fallo en una ruta de "vuelo por cable" se le indicaba al piloto como una advertencia, que podía elegir ignorar o responder cambiando al control directo (manual).
Al igual que otros aviones VTOL, el Short SC.1 sufría de una pérdida de empuje vertical debido al efecto suelo. La investigación sobre esto realizada en modelos a escala sugirió que para el SC.1 estas pérdidas estarían entre el 15 y el 20 por ciento a la altura del tren de aterrizaje. Los depósitos de combustible estaban ubicados a lo largo de los bordes de ataque del ala y en depósitos de "bolsas" instalados entre los largueros del ala principal. El SC.1 estaba equipado con un tren de aterrizaje triciclo; aunque no se retraía, el tren de aterrizaje se podía colocar en dos posiciones alternativas, adecuadas para aterrizajes convencionales y verticales. Las patas fijas del tren de aterrizaje fueron diseñadas específicamente para el vuelo vertical; cada pata llevaba un par de ruedas giratorias resistentes al calor, mientras que el tren de aterrizaje trasero también estaba equipado con frenos de disco. Se utilizaron oleos de carrera larga para amortiguar los aterrizajes verticales. El robusto tren podía soportar una velocidad de descenso de 5,5 m por segundo.

### Pruebas

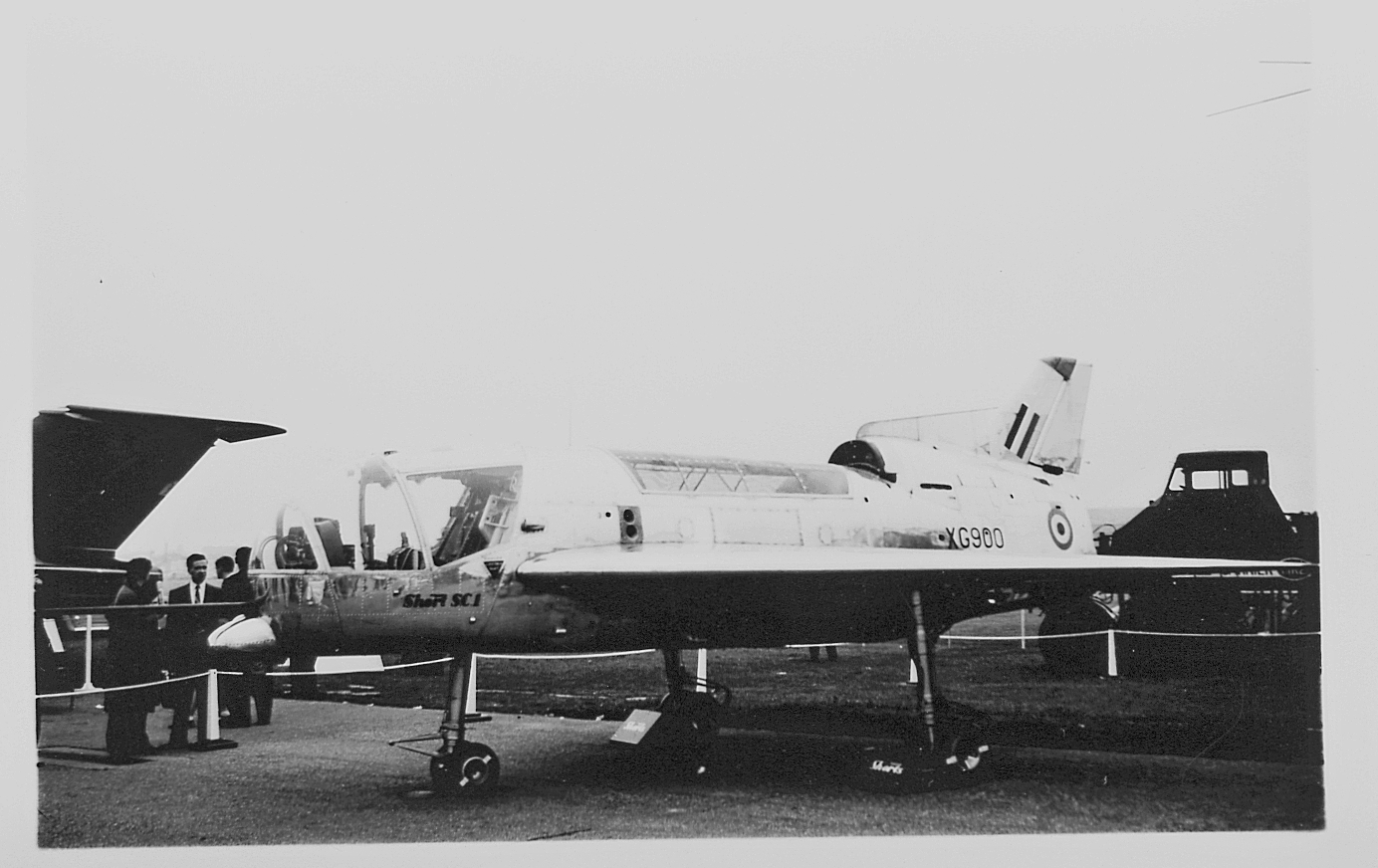
El primer Short SC.1, XG900, en la feria de la SBAC de 1958 en Farnborough.

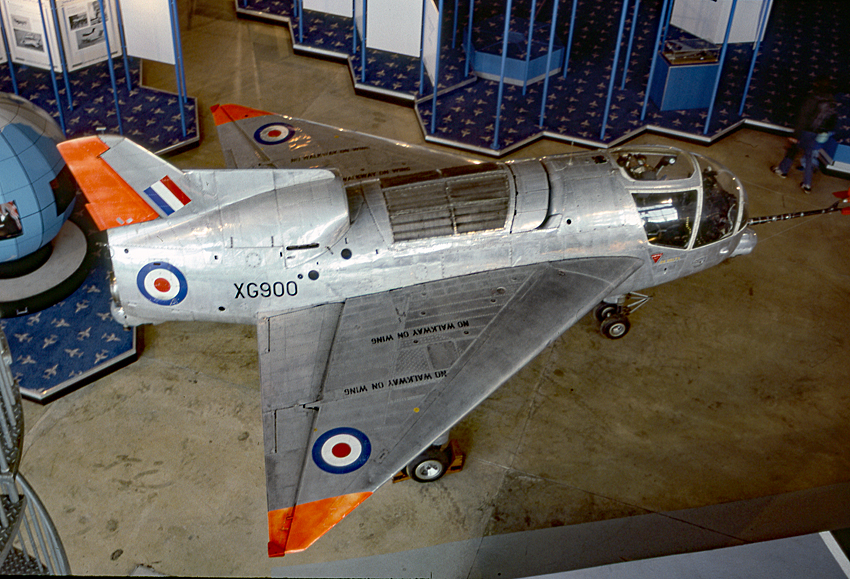
Short SC.1 XG900 en Yeovilton. Nótese la toma de aire en la base de la cola para el motor de crucero RB.108, así como la rejilla encima de la bodega del fuselaje central albergando los motores de sustentación.

Construido en la fábrica de Short en Belfast, Irlanda del Norte, el primer prototipo del SC.1, el XG900, realizó por primera vez las pruebas iniciales del motor en estas instalaciones. Después de ser transportado por mar a Inglaterra, el avión, que inicialmente estaba equipado sólo con el motor de propulsión, fue entregado al Royal Aircraft Establishment (RAE) en Boscombe Down para comenzar el programa de pruebas de vuelo. El 2 de abril de 1957, el prototipo realizó el vuelo inaugural del modelo, que también fue su primer vuelo de despegue y aterrizaje convencionales (CTOL).
Poco más de un año después, el 26 de mayo de 1958, el segundo prototipo realizó el primer vuelo vertical cautivo. Los vuelos iniciales de este modelo se realizaron mientras estaban sujetos a un pórtico especialmente diseñado, que sólo permitía una cantidad limitada de movimiento, hasta 15 pies verticalmente y 10 pies descentrados en cualquier dirección, la velocidad vertical también se limitó a menos de 10 pies/segundo; se producía una detención progresiva de la aeronave más allá de estas limitaciones. Despegaría desde una plataforma de rejilla situada a 6 pies por encima del propio suelo para evitar el fenómeno del efecto suelo; Shorts hizo un esfuerzo considerable, durante el desarrollo, de una plataforma adecuada para eliminar el impacto negativo del efecto suelo y fue rediseñada varias veces. La instalación del pórtico se utilizó para fines de entrenamiento y familiarización ab initio por los primeros 8 pilotos que volaron el SC.1.
El 25 de octubre de ese año, el modelo realizó el primer vuelo vertical "libre". El 6 de abril de 1960 se realizó con éxito la primera transición en vuelo entre el vuelo vertical y el horizontal. Si bien tuvo éxito en la transición entre los dos modos, el Short SC.1 tenía la reputación de ser un avión algo desgarbado.
El SC.1 se exhibió públicamente en el Salón Aeronáutico de Farnborough en 1958 y 1960; también apareció en el Salón Aeronáutico de París en 1961, en el que realizó un vuelo de demostración. El 2 de octubre de 1963, el segundo avión de pruebas se estrelló en Belfast, muriendo el piloto, J.R. Green; posteriormente se determinó que la causa había sido un mal funcionamiento de los controles. Tras el accidente, el avión fue reconstruido y vuelto a volar para realizar más pruebas; ambos continuaron volando hasta 1967. En 1965, un total de 14 pilotos diferentes habían volado el modelo.
Como resultado de las pruebas de idoneidad del terreno, se determinó que el hormigón, el pavimento e incluso las franjas de césped de las pistas convencionales serían adecuados para el despegue y aterrizaje vertical del SC.1; sin embargo, los desechos que pudieran salir de superficies imperfectas representarían un riesgo para el personal, pero no para la aeronave en sí misma. El programa de pruebas también permitió adquirir experiencia sobre el mantenimiento y la capacidad de servicio de una aeronave VTOL, aunque estos no eran objetivos principales del diseño ni del esfuerzo de investigación; a lo largo del programa, se realizaron una media global de 2,6 vuelos por semana. Si bien se informó de numerosos errores con el autoestabilizador durante los vuelos, nunca se produjo ningún fallo que pusiera en peligro la aeronave o tuviera algún efecto sobre su control.
Las pruebas encontraron dificultades significativas para medir el empuje real del motor, lo que llevó a pruebas adicionales utilizando tomas e instrumentación mejoradas. Al final, los motores resultaron ser mucho menos problemáticos de lo que se podría haber esperado, considerando la naturaleza experimental del avión y sus plantas de potencia; y cuando se producían fallos en el autoestabilizador triplex, eran fáciles de localizar, en parte debido a la naturaleza de autoverificación del sistema. Según un informe del Ministerio de Aviación, se determinó que el SC.1 había sido un vehículo de investigación eficaz cuando se operaba dentro de los límites impuestos por su pequeño tamaño y capacidad restringida; sin embargo, se descubrió que un avión más grande necesitaría realizar pruebas más exhaustivas de los instrumentos y de los equipos de guiado.
El SC.1 voló durante más de diez años, durante los cuales proporcionó una gran cantidad de datos que sirvieron para influir en conceptos de diseño posteriores, como los controles "puffer jet" del Hawker Siddeley P.1127, el precursor del Hawker Siddeley Harrier. El trabajo de las pruebas de vuelo relacionado con las técnicas y tecnologías de despegue y aterrizaje verticales también demostró ser incalculable y ayudó a impulsar el liderazgo de Gran Bretaña en este campo. El Short SC.1 finalmente quedó obsoleto debido al surgimiento del Harrier, que, entre otras cosas, demostró que era innecesario llevar cuatro motores adicionales únicamente para los fines de despegue y aterrizaje.

## Operadores
Reino Unido
- Royal Aircraft Establishment

## Aviones en exhibición
El primer SC.1 (XG900) pasó a formar parte de la colección de aviones del Museo de Ciencias de South Kensington, Londres. Se utilizó hasta 1971 en la investigación VTOL.
El segundo SC.1 (XG905) también se conservó y se exhibe estáticamente en la muestra Flight Experience en el Ulster Folk and Transport Museum, Cultra, Irlanda del Norte.

## Especificaciones
Referencia datos: Shorts Aircraft since 1900, Ministry of Aviation

### Características generales
- Tripulación: Uno (piloto)
- Longitud: 7,8 m (25,5 ft)
- Envergadura: 7,2 m (23,5 ft)
- Altura: 3,3 m (10,7 ft) [25]
- Superficie alar: 19,7 m² (211,5 ft²)
- Perfil alar: NACA 0010[25]
- Peso vacío: 2839 kg (6257,2 lb)
- Peso cargado: 3493 kg (7698,6 lb) (operaciones VTOL)
- Peso máximo al despegue: 3651 kg (8046,8 lb) (operaciones CTOL)
- Planta motriz: 5× turborreactor Rolls-Royce RB.108 (4 de sustentación, 1 de crucero).
  - Empuje normal: 9,5 kN (969 kgf; 2136 lbf) de empuje cada uno.
- Alargamiento: 2,61:1[25]

### Rendimiento
- Velocidad máxima operativa (Vno): 396 km/h (246 MPH; 214 kt)
- Alcance: 240 km (130 nmi; 149 mi)
- Techo de vuelo: 2400 m (7874 ft) [25]
- Régimen de ascenso: 3,6 m/s (709 ft/min) [25]
- Carga alar: 186 kg/m² (38,1 lb/ft²)
- Empuje/peso: 0,265 (CTOL); 1,11 (VTOL)

## Aeronaves relacionadas

### Aeronaves similares
- Rolls-Royce Thrust Measuring Rig

### Secuencias de designación
- Secuencia S_._ (interna de Short, secuencia de la SBAC): ← SB.7 - SB.8 - SB.9 - SC.1 - SC.2 - SC.3 - SC.4 - SC.5 - SC.6 - SC.7 - SC.8 - SC.9 - SD.1 - SD.2 →